# Valeriu Bularcă
Valeriu Bularcă (Întorsura Buzăului, 14 febbraio 1931 – Brașov, 7 febbraio 2017) è stato un lottatore rumeno, specializzato nella lotta greco-romana.

## Palmarès

### Olimpiadi
- 1 medaglia:
  - 1 argento (Tokyo 1964 nei pesi leggeri)

### Mondiali
- 2 medaglie:
  - 1 oro (Yokohama 1961 nei pesi leggeri)
  - 1 bronzo (Budapest 1958 nei pesi leggeri)